# دورانت
دورانت (مسيسيبي) (بالإنجليزية: Durant, Mississippi)‏ هي مدينة تقع في الولايات المتحدة في مقاطعة هولمز.  يقدر عدد سكانها بـ 2,673 نسمة ومساحتها 5.8 كم2  وترتفع عن سطح البحر 79 متر.

## التركيبة السكانية
حدّد مكتب تعداد الولايات المتحدة بيانات التركيبة السكانية لدورانت في تعداد الولايات المتحدة. في ما يلي، التركيبة السكانية حسب تعدادي 2000 و2010.

### تعداد عام 2000
بلغ عدد سكان دورانت 2,932 نسمة بحسب تعداد عام 2000، وبلغ عدد الأسر 1,075 أسرة وعدد العائلات 745 عائلة مقيمة في المدينة. في حين سجلت الكثافة السكانية 500.3 نسمة لكل كيلومتر مربع (1,295.8/ميل2). وبلغ عدد الوحدات السكنية 1,209 وحدة بمتوسط كثافة قدره 206.3 لكل كيلومتر مربع (534.3/ميل2).
وتوزع التركيب العرقي للمدينة بنسبة 28.79% من البيض و70.16% من الأمريكيين الأفارقة و0.14% من الأمريكيين الأصليين و0.31% من الأمريكيين ذوي الأصول الآسيوية و0.07% من الأعراق الأخرى و0.55% من عرقين مختلطين أو أكثر و0.78% من الهسبانيون أو اللاتينيون من أي عرق.
بلغ عدد الأسر 1,075 أسرة كانت نسبة 42.2% منها لديها أطفال تحت سن الثامنة عشر تعيش معهم، وبلغت نسبة الأزواج القاطنين مع بعضهم البعض 35.9% من أصل المجموع الكلي للأسر، ونسبة 30.1% من الأسر كان لديها معيلات من الإناث دون وجود شريك،  بينما كانت نسبة 3.3% من الأسر لديها معيلون من الذكور دون وجود شريكة وكانت نسبة 30.7% من غير العائلات. تألفت نسبة 28.7% من أصل جميع الأسر من عدة أفراد يعيشون في نفس المنزل ونسبة 14.3% كانت تتألف من شخص يعيش بمفرده يبلغ من العمر 65 عاماً أو أكثر. وبلغ متوسط حجم الأسرة المعيشية 2.68، أما متوسط حجم العائلات فبلغ 3.32.
بلغ العمر الوسطي للسكان 32.5 عاماً. وكانت نسبة 30.9% من القاطنين تحت سن الثامنة عشر، وكانت نسبة 10.2% بين الثامنة عشر والرابعة والعشرين عاماً، ونسبة 24% كانت واقعةً في الفئة العمرية ما بين الخامسة والعشرين والرابعة والأربعين عاماً، ونسبة 18.8% كانت ما بين الخامسة والأربعين والرابعة والستين، ونسبة 14.1% كانت ضمن فئة الخامسة والستين عاماً فما فوق. يوجد لكل 100 أنثى 88.0 ذكر، ويوجد لكل 100 أنثى في الثامنة عشر من عمرها فما فوق 74.0 ذكر.
بلغ متوسط دخل الأسرة في المدينة 19,659 دولارًا، أما متوسط دخل العائلة فبلغ 25,065 دولارًا. وكان متوسط دخل الذكور 26,500 دولارًا مقابل 20,200 دولارًا للإناث. وسجل دخل الفرد الخاص بالمدينة 12,210 دولارًا. وكانت نسبة 27.9% من العائلات ونسبة 35.1% من السكان تحت خط الفقر، وكان من هؤلاء نسبة 45.1% تحت سن الثامنة عشر ونسبة 26.7% في الخامسة والستين من العمر وما فوق.

### تعداد عام 2010
بلغ عدد سكان دورانت 2,673 نسمة بحسب تعداد عام 2010، وبلغ عدد الأسر 978 أسرة وعدد العائلات 658 عائلة مقيمة في المدينة. في حين سجلت الكثافة السكانية 456.1 نسمة لكل كيلومتر مربع (1,181.3/ميل2). وبلغ عدد الوحدات السكنية 1,171 وحدة بمتوسط كثافة قدره 199.8 لكل كيلومتر مربع (517.5/ميل2).
وتوزع التركيب العرقي للمدينة بنسبة 13.80% من البيض و85.30% من الأمريكيين الأفارقة و0.22% من الأمريكيين الأصليين و0.04% من سكان جزر المحيط الهادئ و0.30% من الأعراق الأخرى و0.34% من عرقين مختلطين أو أكثر و0.26% من الهسبانيون أو اللاتينيون من أي عرق.
بلغ عدد الأسر 978 أسرة كانت نسبة 40.6% منها لديها أطفال تحت سن الثامنة عشر تعيش معهم، وبلغت نسبة الأزواج القاطنين مع بعضهم البعض 27.1% من أصل المجموع الكلي للأسر، ونسبة 35.1% من الأسر كان لديها معيلات من الإناث دون وجود شريك،  بينما كانت نسبة 5.1% من الأسر لديها معيلون من الذكور دون وجود شريكة وكانت نسبة 32.7% من غير العائلات. تألفت نسبة 29.9% من أصل جميع الأسر من عدة أفراد يعيشون في نفس المنزل ونسبة 10.5% كانت تتألف من شخص يعيش بمفرده يبلغ من العمر 65 عاماً أو أكثر. وبلغ متوسط حجم الأسرة المعيشية 2.67، أما متوسط حجم العائلات فبلغ 3.31.
بلغ العمر الوسطي للسكان 31.0 عاماً. وكانت نسبة 31.7% من القاطنين تحت سن الثامنة عشر، وكانت نسبة 9.1% بين الثامنة عشر والرابعة والعشرين عاماً، ونسبة 24.9% كانت واقعةً في الفئة العمرية ما بين الخامسة والعشرين والرابعة والأربعين عاماً، ونسبة 21.1% كانت ما بين الخامسة والأربعين والرابعة والستين، ونسبة 13.2% كانت ضمن فئة الخامسة والستين عاماً فما فوق. وتوزع التركيب الجنسي للسكان بنسبة 46% ذكور و54% إناث.